# NGC 6971
NGC 6971 ist eine Spiralgalaxie vom Hubble-Typ Sb im Sternbild Delphin am Nordsternhimmel. Sie ist schätzungsweise 253 Millionen Lichtjahre von der Milchstraße entfernt und hat einen Durchmesser von etwa 80.000 Lichtjahren.
Das Objekt wurde am 15. August 1863 von Albert Marth entdeckt.